# Карлайл Юнайтед
«Карлайл Юнайтед» (англ. «Carlisle United Football Club») — англійський футбольний клуб з Карлайла. Заснований 17 травня 1904 року.

## Досягнення
- Чемпіон Першої ліги: 1964–65

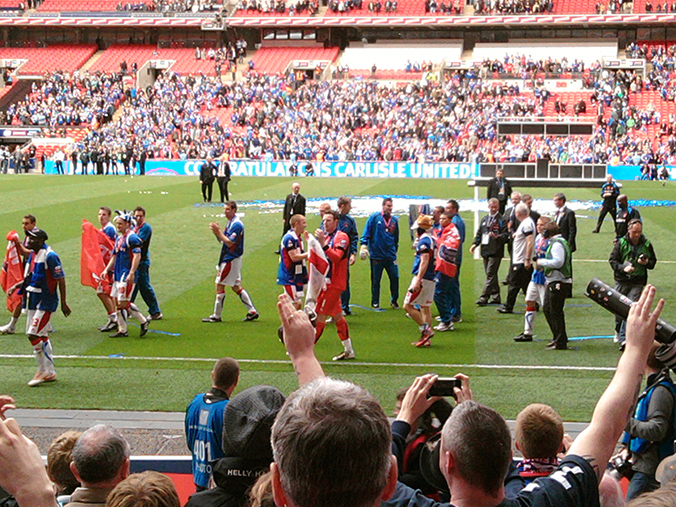
Перемога в матчі за Трофей ліги

- Чемпіон Другої ліги: 1994–95, 2005–06
- Володар Трофею Футбольної ліги: 1996–97, 2010–11